# Procompsognatidae
Taxón inactivo del rango de familia, creado por Franz Nopcsa von Felső-Szilvás en 1923, y que incluía entre otros a los procomsognatos y a los halticosaurios.